# 軍事戦略
軍事戦略（ぐんじせんりゃく、英語: military strategy）は、国家戦略の下位において平時および戦時における軍事力の開発、準備、運用を定める戦略である。

## 概要
軍事戦略とは一般に戦争状態において敵の軍に勝利するための計画である。戦略の語源はヨーロッパにおいてギリシアのクセノフォンによって"strategia"と"taktitos"の用語（古代ギリシア語）を用いられるようになったのが最初だと考えられている。またギリシアの軍隊の司令官であったストラテゴス(Στρατήγος)からきており、機略、計略(英:Stratagem)という単語とも密接に関連しているとも考えられている。英語辞典で"Strategy"が登場するのはアントワーヌ＝アンリ・ジョミニやカール・フォン・クラウゼヴィッツなどの研究を経た18世紀であり、用語として定着するまでには長い時間がかかっている。
この戦略の具体的内容は平時における軍事力の造成計画や、戦時における軍隊の作戦方針などを含む。この軍事戦略に基づいて軍隊の参謀本部は個々の作戦戦略を策定し、戦略単位として師団、艦隊などを運用することとなる。この軍事戦略は財政や外交戦略とも深く関連するため、この上位概念として政府による国家戦略が定められる。時代によって戦略の意味合いは微妙に変化しているが、国家全体の政策を定める国家戦略、戦争状態における国家の軍事作戦を総合的に方向付ける軍事戦略、個々の作戦行動についての方針を定める作戦術、そしてその下位に諸々の部隊が戦闘行動を実施するための戦術がある。
軍事戦略の研究は孫武の『孫子』、ジョミニの『戦争概論』またはクラウゼヴィッツの『戦争論』などによる研究がある。これらでは戦争における政治や指揮官の意義、合理的決断、政治的目的と軍事的手段の関係、戦力の優越性の原則、欺瞞や奇襲などの軍事戦略に関する主題が総合的に論じられている。軍事戦略は伝統的には国家の独立や財産、安全を守るために軍事力を外敵に対して行使することを論じているが、現在では軍事力の多機能化、軍事技術の革新、核兵器の導入、ゲリラ戦や平和作戦の登場などによってより総合的な戦略に展開している。
日本では、戦術等も合わせて兵学と呼ばれ、戦国時代までは家伝とされていたものが江戸時代に学問として体系化されたが、長い平和によってその実戦性は失われていった。
幕末以降になると、内乱や海外進出に伴って軍事戦略の重要性が増したため、他国軍の教官を招いたり、教範を翻訳するなどして西洋諸国の近代戦略を学び、それをベースに、孫子等の東洋兵法書や日清・日露戦争の経験などを踏まえた独自の兵学が形作られ、現代の自衛隊も部分的に継承している。

## 歴史

### 起源と形成
古来より「戦略」という概念はさまざまに解釈されてきたが、戦争にどのように勝利すればいいのかという戦争術・兵法についての議論は古代から行われてきている。
世界最古の戦略は孫子の兵法であると考えられている。つまり開戦に踏み切る以前に、その戦争の利益や費用について慎重に考察することの重要性を論じており、また長期戦を回避しながら欺瞞を活用して戦うことの意義を指摘しており、戦争の指導、作戦などについて総合的な教義を示している。
ヨーロッパにおける戦略思想も古代ギリシアまで遡ることができるが、本格的な戦略思想を体系化したのはニッコロ・マキャヴェッリと考えられている。彼は自著の『君主論』や『戦術論』などにおいて軍事力の重要性と軍事力に基づいた外交政策や内政について論じている。

### 近代戦争の戦略
ナポレオン戦争によって軍事戦略は歴史的転換を迎えることになる。クラウゼヴィッツは『戦争論』において絶対戦争の概念を導入して戦争が本来的に持つ暴力化の傾向を明らかにして近代戦争の理論をもたらした。そして戦略が戦争目的を達成するために戦闘を配分することであると論じ、部隊配置や兵站、攻撃地点の選定などを定める戦術がその下位に属しており、兵器の生産を遅延ないし停止させることや、兵站を封じることもその手段のひとつとなると考えた。
またナポレオン戦争の時期にジョミニも『戦争概論』などの著作で実証的な戦略の理論を考案した。戦略とは作戦図上において戦争の計画をする方法論であるという立場をとっており、戦闘に注目した戦略を論じていた。ジョミニの戦略思想の特徴としてはいくつかの主要な原則を導入することで戦争に勝利するための具体的な規則を明らかにしようとしたことにある。
第一次世界大戦や第二次世界大戦においては行政組織の一元化、軍事技術の革新、政治情勢の変化などによって新しい戦略の領域が生まれた。造船技術の開発研究や航空機の発明によって戦場は海洋や空中に拡大し、アルフレッド・セイヤー・マハンやジュリアン・コーベットによる海洋戦略思想、ジュリオ・ドゥーエやウィリアム・ミッチェルによる航空戦略思想が登場した。さらにマルクス主義による革命運動に対応する革命戦争の戦略思想ももたらされており、ウラジーミル・レーニンや毛沢東などが代表的な提唱者として挙げられる。

### 現代の軍事戦略
第二次世界大戦後の戦略思想は核兵器の登場によって理論的な修正が求められるようになった。かつてのように軍事力を使用する戦略思想を核戦争の危機によってどのように修正すればいいのかを考え直す必要が出てきた。
ベイジル・リデル＝ハートは第二次世界大戦中から独自の戦略思想を体系化して間接アプローチ戦略を提唱し、最小限の資源によって最大限の成果を得るための戦略のあり方を論じている。それに関連して第二次世界大戦のような殲滅戦争の手法を批判しており、戦後処理までをも含めた戦略思想の再構成について指摘した。
核兵器の運用についてはヘンリー・キッシンジャーは核戦争の脅威と外交的使用のジレンマを解消するために、限定戦争という概念を論じた。そして軍事力の使用については全面的な戦争に至らないような政策の必要性を『核兵器と外交政策』で説いている。核兵器を戦略思想の中での位置づけについては米国の外交史と核戦略の歴史の中で試行錯誤が繰り返されており、大量報復や柔軟反応などの戦略が考案された。

## 理論

### 戦争の本質
軍事戦略の理論は戦争を前提としているが、戦争には総力戦、限定戦争、革命、冷戦などの多様な形態があるため戦略理論の構成も複雑となる。戦略理論において戦争はクラウゼヴィッツによって「敵を強制してわれわれの意志を遂行させるために用いられる暴力行為である」と捉えられており、何らかの目的を持つ行為として位置づけられている。その手段の体系はさまざまであるが、総力戦においては交戦国の全ての資源が戦争に投入され、また国家としての生存が危機的な状況となるが、限定戦争においては意図的に投入される資源が制限されることになり、場合によってはエスカレーションを引き起こすことになる。

### 戦いの原則
戦いの原則とは戦争に勝利するために尊重すべき原則であり、クラウゼヴィッツやジョミニによって提唱され、イギリスのジョン・フレデリック・チャールズ・フラーによって体系化されたものが各国軍の教範類に採用されている。戦いの原則は計画を立案する際の思考のチェックリストとして利用できるが、その原則をどのように、またどれほど重要視するのかは状況や意見によって異なる。さらに原則の数や内容についても各国によって微妙に異なっている。戦いの原則についてフラーは目標の原則、主導の原則、指揮統一の原則、戦力集中の原則、戦力節約の原則、機動の原則、奇襲の原則、警戒の原則、簡明の原則の九つの原則を挙げている。

### 政治目的
戦略にとって政治目的は戦争状態における戦略の方向性を左右するものである。戦争と政治の関係についてクラウゼヴィッツは政治的交渉の延長が戦争であると考えている。理論において戦争には絶対戦争として要約できる固有の暴力的な傾向があるが、現実における戦争は特定の政治目的のために実施されるものであり、したがって「単に政治行動であるのみならず、まったく政治の道具」と言うことができる。戦略にとって政治目的を適切な軍事目標として解釈することが作戦・戦闘を活用するために重要である。ベトナム戦争は戦術的成功が戦略的成功に結びつかなかった典型的な事例であり、アメリカ軍は戦闘では勝利しながらも戦争の遂行においては当初の政治目的を達成することができなかった。

### 軍事力の使用
軍事力とは自己の意志を敵に強制するための手段として組織的に使用される暴力であり、また彼我の軍事力の相互作用によって戦闘が生じる。軍事力はその使用される戦闘空間の地理的区分から陸上戦力、海上戦力、航空戦力に大別される。それぞれが軍事力の一形態であり、陸上戦力による地域の占領の機能や海上戦力による通商保護などの固有の機能や性質を持っている。有限な軍事力をいつ、どこに、どのように配分するかは軍事戦略の基本的問題であり、ジョミニはその基本原理として「軍の主力を戦場の決定的地点、または可能な限り敵の後方連絡線に向け、自己自身と妥協することなく、戦略的移動により、継続的に投入すること」を提唱している。その運用は軍事戦略だけでなく作戦術や戦術、兵站の領域の問題に関連してくる。

## 軍事戦略の学派

### 陸軍の戦略
陸軍は最古より存在してきた軍事力の形態であり、人間が陸上で定住生活を営む限り陸上戦力の重要性は不変である。近代までは地上部隊の戦略的運用は戦略一般から区分されないまま研究されていたが、より体系的な陸軍の戦略の考察はナポレオン戦争を経て登場したジョミニの研究に始まる。
近代的な軍事戦略の提唱者としてはマキアヴェッリが挙げられるが、彼の後にライモンド・モンテクッコリやセバスティアン・ル・プレストル・ド・ヴォーバン、モーリス・ド・サックスによる研究がなされる。このような戦略思想を背景とながらプロイセン国王フリードリヒ2世はオーストリアとの戦争を通じて消耗戦の戦略思想を発展させ、一方で後のナポレオンは敵を徹底的に殲滅戦の戦略を実践してそれまでのヨーロッパにおける戦略思想に大きな影響を与えた。
ナポレオンの影響はジョミニの『大陸軍作戦論』や『戦争概論』にも示されており、この著作では戦場における幾何学的な戦力の相対的な配置と各々の戦力が持つ後方連絡線の意義についての考察をまとめた上で、戦いの原則をまとめた。この戦いの原則は陸軍戦略だけでなくマハンの海軍戦略の思想にも大きな影響を与えている。

### 海軍の戦略
海軍がその軍艦や砲の開発が進んで軍事力としての価値が高まり、また貿易の増加や植民地化が進行するにつれて海軍の戦略についての研究が近代以降進められるようになってきた。
海軍の戦略を始めて本格的に論じたのは18世紀のロシア海軍のフョードル・ウシャコフである。ウシャコフは戦略と海戦の戦術を明確に区分しないままに論じた。19世紀後半にはイギリスのコロム中将によってそれらが整えられ、制海権の概念が提唱された。
さらにマハンの『海上権力史論』によってシーパワーの概念が提唱され、海洋に関わる戦略理論の基盤を構築した。それにおいては、艦隊、根拠地、シーレーンなどの戦略的要素から構成されるシーパワーは、制海権の維持と海洋権益の活用をもたらす、とする。
マハンのような攻勢的な海軍戦略に対して、全く異なる戦略が1880年ごろから青年学派から提唱された。イギリス海軍のような戦艦を中心とした大規模な艦隊に対して真っ向から対決することの財務的なコストに注目し、潜水艦や機雷や巡洋艦を中心とした海軍を編成することの効率性を根拠に守勢的な海軍戦略を主張した。

### 空軍の戦略
ライト兄弟が1903年に飛行実験を成功させると航空機が重要な軍事力として価値を占めるようになる。航空機はそれまでの陸地や海洋などの地形地物の影響を受けない唯一の戦力としての潜在性を持っていたが、そのことが認識されるためには第一次世界大戦の軍事的経験が必要であった。
1921年にイタリアのドゥーエは『制空』において航空攻撃の重要性を主張して独立空軍の創設、戦闘機による制空権の獲得、戦略爆撃の実施を論じた。この議論は初めて航空戦力に基づいた航空戦略の思想であった。アメリカでもミッチェルが将来戦争の主役は航空部隊であり、これは戦闘機、戦術爆撃機、攻撃機など複数の航空機からエアパワーを構成するものであった。しかしこの思想が発表された当初は航空戦力の評価が定まっておらず、正当な戦略理論として理解されなかった。
1950年代に航空機がジェット機になるなど技術革新が進み、また核兵器が登場すると大量報復の一環として戦略爆撃機が導入され、航空戦略の価値が再評価されるようになった。中東戦争でも戦術空軍の意義が認識され、精密誘導兵器や無人飛行機の導入で航空戦略は現在も変化している。

### 核兵器の戦略理論
核兵器が発明されるとその破壊力をどのように戦略的に活用すればよいのかという核戦略の議論がされるようになった。ブローディは「絶対兵器」（1946年）において、核兵器は僅かな使用であっても都市圏を破壊する上に有効な対抗策がないため「絶対兵器」であると称して核兵器を独特な軍事力として位置づけた。アメリカは1950年代に大量報復戦略を打ち出したが、リデル＝ハートはこの核戦略の議論で、核兵器が従来のように実施されてきた戦争の概念を旧式化したと論じた。彼の『抑止か防衛か』では通常軍備の意義を強調しながらも、戦術核兵器について戦場では威力を発揮するが、戦争そのものの規模が拡大して核戦争になると論じる。リデル＝ハートに続いてオズグードの『制限戦争』(1957年)、キッシンジャーの『核兵器と外交政策』(1957年)、トーマス・シェリングの『紛争の戦略』(1963年)などによる理論的進歩があり、核兵器によっていかに核抑止を成り立たせ、また戦争においては制限戦争に留めるための戦略理論が構築された。

### 革命の戦略理論
20世紀にマルクス主義の政治イデオロギーを実現しようとする革命運動が成立すると、その政治戦略としての革命理論だけでなく軍事理論の構築も求められるようになった。革命の観点からの戦略の研究はカール・マルクスの同志であったフリードリヒ・エンゲルスの軍事研究があるが、革命を実践するための戦略理論を体系化した戦略家は毛沢東である。毛沢東は『遊撃戦論』(1938年)などの著作の中で正規軍に対する非正規軍の戦い方を示しており、ゲリラ戦の枠組みを構築した。毛沢東の戦略理論はその後の多くの革命家によって参照され、ヴォー・グエン・ザップ『人民の戦争・人民の軍隊』やチェ・ゲバラ『ゲリラ戦争』(1960年)などの著作にその影響を認めることができる。革命戦略の理論は他の軍事戦略の理論とは異なり、戦場での圧倒的な勝利ではなく敵に対する一撃離脱の奇襲的な作戦を重視し、民衆の政治的支持を重視することが特徴である。